# Helmut Schippel
Helmut Schippel (ur. 17 września 1913 w Oberschlema, zm. ?) – zbrodniarz nazistowski, członek załogi niemieckiego obozu koncentracyjnego Auschwitz-Birkenau i SS-Obersturmführer. 
Schippel wstąpił do NSDAP 1 maja 1933 i był członkiem bojówek SA.
W czasie II wojny światowej sprawował wysokie stanowisko w administracji obozu Auschwitz-Birkenau. Kierował referatem aprowizacji żywnościowej. 9 listopada awansował do stopnia SS-Obersturmführera.
9 kwietnia 1948 został skazany na 15 lat pozbawienia wolności przez Sąd Okręgowy w Krakowie. Zwolniony został w 1957.